# Exxon Valdez

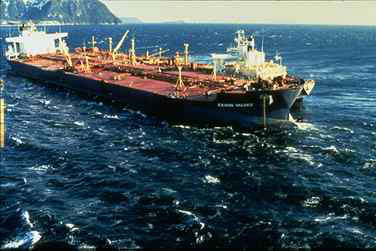
Petrolierul Exxon Valdez la trei zile după producerea accidentului ecologic

Exxon Valdez a fost un tanc petrolier a cărui eșuare, în noaptea de 24 martie 1989, în reciful Bligh, pe coasta statului Alaska a produs un grav accident ecologic, soldat cu deversarea a 50.000 de metri cubi (circa 40 de milioane de litri) de petrol, care s-au răspândit în apele din zonă pe o arie de sute de kilometri pătrați.
A fost considerat unul dintre cele mai mari dezastre ecologice datorate neglijenței umane.